# Аричис I
Аричис I (Arichis I., Arigis, Aretchis; на италиански: Arechi; † 641) e херцог на Херцогство Беневенто от 591 до 641 година.
Аричис произхожда от северноиталианското Фриулско херцогство и е от херцогския род. След смъртта на първия лангобардски херцог на Беневенто, Зото, пролетта на 591 г., кралят на лангобардите Агилулф го поставя като негов наследник.
Аричис завладява градовете Капуа и Венафро (Venafro) в Кампания и някои места в Лукания и Брутиум (Брузи).
Не успява да превземе Неапол, но през 620-те г. превзема важното пристанище Салерно.
През 641 г. Аричис умира, наследява го синът му Айо.